# La Liga 2019-2020
Sezonul La Liga 2019-2020 a fost cel de-al 89-lea sezon al La Liga, eșalonul principal de fotbal profesionist din Spania. Sezonul a început pe 16 august 2019 și s-a încheiat pe 19 iulie 2020. Inițial, sezonul trebuia sa se termine pe 24 mai 2020.
Real Madrid a ieșit campioană pentru a 34-a oară.

## Echipe

### Stadioane și orașe
| Echipa          | Oraș                  | Stadion                | Capacitate |
| --------------- | --------------------- | ---------------------- | ---------- |
| Alavés          | Vitoria-Gasteiz       | Mendizorrotza          | 19.840     |
| Athletic Bilbao | Bilbao                | San Mamés              | 53.000     |
| Atlético Madrid | Madrid                | Wanda Metropolitano    | 68.000     |
| Barcelona       | Barcelona             | Camp Nou               | 99.354     |
| Celta Vigo      | Vigo                  | Abanca-Balaídos        | 29.000     |
| Eibar           | Eibar                 | Ipurua                 | 7.083      |
| Espanyol        | Cornellà de Llobregat | RCDE Stadium           | 40.000     |
| Getafe          | Getafe                | Coliseum Alfonso Pérez | 17.000     |
| Granada         | Granada               | Nuevo Los Cármenes     | 19.336     |
| Leganés         | Leganés               | Butarque               | 12.450     |
| Levante         | Valencia              | Ciutat de València     | 26.354     |
| Mallorca        | Palma                 | Son Moix               | 24.262     |
| Osasuna         | Pamplona              | El Sadar               | 18.570     |
| Real Betis      | Sevilla               | Benito Villamarín      | 60.721     |
| Real Madrid     | Madrid                | Santiago Bernabéu      | 81.044     |
| Real Sociedad   | San Sebastián         | Reale Seguros Stadium  | 39.500     |
| Sevilla         | Sevilla               | Ramón Sánchez Pizjuán  | 43.883     |
| Valencia        | Valencia              | Mestalla               | 55.000     |
| Valladolid      | Valladolid            | José Zorrilla          | 28.012     |
| Villarreal      | Villarreal            | Estadio de la Cerámica | 23.500     |

## Rezultate

### Clasament
| Loc | Echipa          | MJ | V  | E  | Î  | GM | GP | DG  | Pct | Calificare sau retrogradare                        |
| --- | --------------- | -- | -- | -- | -- | -- | -- | --- | --- | -------------------------------------------------- |
| 1   | Real Madrid     | 38 | 26 | 9  | 3  | 70 | 25 | +45 | 87  | Calificare în Liga Campionilor faza grupelor       |
| 2   | Barcelona       | 38 | 25 | 7  | 6  | 86 | 38 | +48 | 82  | Calificare în Liga Campionilor faza grupelor       |
| 3   | Atlético Madrid | 38 | 18 | 16 | 4  | 51 | 27 | +24 | 70  | Calificare în Liga Campionilor faza grupelor       |
| 4   | Sevilla         | 38 | 19 | 13 | 6  | 54 | 34 | +20 | 70  | Calificare în Liga Campionilor faza grupelor       |
| 5   | Villarreal      | 38 | 18 | 6  | 14 | 63 | 49 | +14 | 60  | Calificare în Europa League faza grupelor          |
| 6   | Real Sociedad   | 38 | 16 | 8  | 14 | 56 | 48 | +8  | 56  | Calificare în Europa League faza grupelor          |
| 7   | Granada         | 38 | 16 | 8  | 14 | 52 | 45 | +7  | 56  | Calificare în Europa League turul II de calificare |
| 8   | Getafe          | 38 | 14 | 12 | 12 | 43 | 37 | +6  | 54  |                                                    |
| 9   | Valencia        | 38 | 14 | 11 | 13 | 46 | 53 | −7  | 53  |                                                    |
| 10  | Osasuna         | 38 | 13 | 13 | 12 | 46 | 54 | −8  | 52  |                                                    |
| 11  | Athletic Bilbao | 38 | 13 | 12 | 13 | 41 | 38 | +3  | 51  |                                                    |
| 12  | Levante         | 38 | 14 | 7  | 17 | 47 | 53 | −6  | 49  |                                                    |
| 13  | Valladolid      | 38 | 9  | 15 | 14 | 32 | 43 | −11 | 42  |                                                    |
| 14  | Eibar           | 38 | 11 | 9  | 18 | 39 | 56 | −17 | 42  |                                                    |
| 15  | Real Betis      | 38 | 10 | 11 | 17 | 48 | 60 | −12 | 41  |                                                    |
| 16  | Alavés          | 38 | 10 | 9  | 19 | 34 | 59 | −25 | 39  |                                                    |
| 17  | Celta Vigo      | 38 | 7  | 16 | 15 | 37 | 49 | −12 | 37  |                                                    |
| 18  | Leganés         | 38 | 8  | 12 | 18 | 30 | 51 | −21 | 36  | Retrogradare în Segunda División                   |
| 19  | Mallorca        | 38 | 9  | 6  | 23 | 40 | 65 | −25 | 33  | Retrogradare în Segunda División                   |
| 20  | Espanyol        | 38 | 5  | 10 | 23 | 27 | 58 | −31 | 25  | Retrogradare în Segunda División                   |

1. ↑  The Finala Copa del Rey 2020 a fost amânată din cauza pandemiei de COVID-19 în Spania și nu a putut fi programată până la termenul limită de înregistrare la UEFA din 3 august 2020, astfel încât echipele pe locul cinci și șase în La Liga 2019-2020 vor intra în UEFA Europa League 20–21  în faza grupelor, iar echipa a șaptea clasată va intra în turul II de calificare.[22]

### Rezultate meciuri
| Acasă \ Deplasare | ALA | ATH | ATM | BAR | CEL | EIB | ESP | GET | GRA | LEG | LEV | MLL | OSA | BET | RMA | RSO | SEV | VAL | VLD | VIL |
| ----------------- | --- | --- | --- | --- | --- | --- | --- | --- | --- | --- | --- | --- | --- | --- | --- | --- | --- | --- | --- | --- |
| Alavés            | —   | 2–1 | 1–1 | 0–5 | 2–0 | 2–1 | 0–0 | 0–0 | 0–2 | 1–1 | 1–0 | 2–0 | 0–1 | 1–1 | 1–2 | 2–0 | 0–1 | 1–1 | 3–0 | 1–2 |
| Athletic Bilbao   | 2–0 | —   | 1–1 | 1–0 | 1–1 | 0–0 | 3–0 | 0–2 | 2–0 | 0–2 | 2–1 | 3–1 | 0–1 | 1–0 | 0–1 | 2–0 | 1–2 | 0–1 | 1–1 | 1–0 |
| Atlético Madrid   | 2–1 | 2–0 | —   | 0–1 | 0–0 | 3–2 | 3–1 | 1–0 | 1–0 | 0–0 | 2–1 | 3–0 | 2–0 | 1–0 | 0–0 | 1–1 | 2–2 | 1–1 | 1–0 | 3–1 |
| Barcelona         | 4–1 | 1–0 | 2–2 | —   | 4–1 | 5–0 | 1–0 | 2–1 | 1–0 | 2–0 | 2–1 | 5–2 | 1–2 | 5–2 | 0–0 | 1–0 | 4–0 | 5–2 | 5–1 | 2–1 |
| Celta Vigo        | 6–0 | 1–0 | 1–1 | 2–2 | —   | 0–0 | 1–1 | 0–1 | 0–2 | 1–0 | 2–3 | 2–2 | 1–1 | 1–1 | 1–3 | 0–1 | 2–1 | 1–0 | 0–0 | 0–1 |
| Eibar             | 0–2 | 2–2 | 2–0 | 0–3 | 2–0 | —   | 1–2 | 0–1 | 3–0 | 0–0 | 3–0 | 1–2 | 0–2 | 1–1 | 0–4 | 1–2 | 3–2 | 1–0 | 3–1 | 2–1 |
| Espanyol          | 2–0 | 1–1 | 1–1 | 2–2 | 0–0 | 0–2 | —   | 1–1 | 0–3 | 0–1 | 1–3 | 1–0 | 2–4 | 2–2 | 0–1 | 1–3 | 0–2 | 1–2 | 0–2 | 0–1 |
| Getafe            | 1–1 | 1–1 | 0–2 | 0–2 | 0–0 | 1–1 | 0–0 | —   | 3–1 | 2–0 | 4–0 | 4–2 | 0–0 | 1–0 | 0–3 | 2–1 | 0–3 | 3–0 | 2–0 | 1–3 |
| Granada           | 3–0 | 4–0 | 1–1 | 2–0 | 0–0 | 1–2 | 2–1 | 2–1 | —   | 1–0 | 1–2 | 1–0 | 1–0 | 1–0 | 1–2 | 1–2 | 0–1 | 2–2 | 2–1 | 0–1 |
| Leganés           | 1–1 | 1–1 | 0–1 | 1–2 | 3–2 | 1–2 | 2–0 | 0–3 | 0–0 | —   | 1–2 | 1–0 | 0–1 | 0–0 | 2–2 | 2–1 | 0–3 | 1–0 | 1–2 | 0–3 |
| Levante           | 0–1 | 1–2 | 0–1 | 3–1 | 3–1 | 0–0 | 0–1 | 1–0 | 1–1 | 2–0 | —   | 2–1 | 1–1 | 4–2 | 1–0 | 1–1 | 1–1 | 2–4 | 2–0 | 2–1 |
| Mallorca          | 1–0 | 0–0 | 0–2 | 0–4 | 5–1 | 2–1 | 2–0 | 0–1 | 1–2 | 1–1 | 2–0 | —   | 2–2 | 1–2 | 1–0 | 0–1 | 0–2 | 4–1 | 0–1 | 3–1 |
| Osasuna           | 4–2 | 1–2 | 0–5 | 2–2 | 2–1 | 0–0 | 1–0 | 0–0 | 0–3 | 2–1 | 2–0 | 2–2 | —   | 0–0 | 1–4 | 3–4 | 1–1 | 3–1 | 0–0 | 2–1 |
| Real Betis        | 1–2 | 3–2 | 1–2 | 2–3 | 2–1 | 1–1 | 1–0 | 1–1 | 2–2 | 2–1 | 3–1 | 3–3 | 3–0 | —   | 2–1 | 3–0 | 1–2 | 2–1 | 1–2 | 0–2 |
| Real Madrid       | 2–0 | 0–0 | 1–0 | 2–0 | 2–2 | 3–1 | 2–0 | 1–0 | 4–2 | 5–0 | 3–2 | 2–0 | 2–0 | 0–0 | —   | 3–1 | 2–1 | 3–0 | 1–1 | 2–1 |
| Real Sociedad     | 3–0 | 2–1 | 2–0 | 2–2 | 0–1 | 4–1 | 2–1 | 1–2 | 2–3 | 1–1 | 1–2 | 3–0 | 1–1 | 3–1 | 1–2 | —   | 0–0 | 3–0 | 1–0 | 1–2 |
| Sevilla           | 1–1 | 1–1 | 1–1 | 0–0 | 1–1 | 1–0 | 2–2 | 2–0 | 2–0 | 1–0 | 1–0 | 2–0 | 3–2 | 2–0 | 0–1 | 3–2 | —   | 1–0 | 1–1 | 1–2 |
| Valencia          | 2–1 | 0–2 | 2–2 | 2–0 | 1–0 | 1–0 | 1–0 | 3–3 | 2–0 | 1–1 | 1–1 | 2–0 | 2–0 | 2–1 | 1–1 | 1–1 | 1–1 | —   | 2–1 | 2–1 |
| Valladolid        | 1–0 | 1–4 | 0–0 | 0–1 | 0–0 | 2–0 | 2–1 | 1–1 | 1–1 | 2–2 | 0–0 | 3–0 | 1–1 | 2–0 | 0–1 | 0–0 | 0–1 | 1–1 | —   | 1–1 |
| Villarreal        | 4–1 | 0–0 | 0–0 | 1–4 | 1–3 | 4–0 | 1–2 | 1–0 | 4–4 | 1–2 | 2–1 | 1–0 | 3–1 | 5–1 | 2–2 | 1–2 | 2–2 | 2–0 | 2–0 | —   |

## Statistici

### Golgheteri
La 19 iulie 2020.
| Poziție | Jucător       | Club            | Goluri |
| ------- | ------------- | --------------- | ------ |
| 1       | Lionel Messi  | Barcelona       | 25     |
| 2       | Karim Benzema | Real Madrid     | 21     |
| 3       | Gerard Moreno | Villarreal      | 18     |
| 4       | Luis Suárez   | Barcelona       | 16     |
| 5       | Raúl García   | Athletic Bilbao | 15     |
| 6       | Iago Aspas    | Celta Vigo      | 14     |
| 6       | Lucas Ocampos | Sevilla         | 14     |
| 8       | Ante Budimir  | Mallorca        | 13     |
| 9       | Álvaro Morata | Atlético Madrid | 12     |
| 10      | Santi Cazorla | Villarreal      | 11     |
| 10      | Willian José  | Real Sociedad   | 11     |
| 10      | Joselu        | Alavés          | 11     |
| 10      | Jaime Mata    | Getafe          | 11     |
| 10      | Lucas Pérez   | Alavés          | 11     |
| 10      | Sergio Ramos  | Real Madrid     | 11     |
| 10      | Roger         | Levante         | 11     |

### Asisturi
| Poziție | Jucător         | Club          | Asisturi |
| ------- | --------------- | ------------- | -------- |
| 1       | Lionel Messi    | Barcelona     | 21       |
| 2       | Mikel Oyarzabal | Real Sociedad | 11       |
| 3       | Santi Cazorla   | Villarreal    | 9        |
| 4       | Karim Benzema   | Real Madrid   | 8        |
| 4       | Portu           | Real Sociedad | 8        |
| 4       | Luis Suárez     | Barcelona     | 8        |
| 4       | Roberto Torres  | Osasuna       | 8        |
| 8       | Éver Banega     | Sevilla       | 7        |
| 8       | José Campaña    | Levante       | 7        |
| 8       | Luka Modrić     | Real Madrid   | 7        |
| 8       | Jesús Navas     | Sevilla       | 7        |
| 8       | Fabián Orellana | Eibar         | 7        |
| 8       | Rodrigo         | Valencia      | 7        |